# Торральба
Торральба (італ. Torralba, сард. Turralba) — муніципалітет в Італії, у регіоні Сардинія,  провінція Сассарі.
Торральба розташована на відстані близько 350 км на південний захід від Рима, 150 км на північ від Кальярі, 30 км на південний схід від Сассарі.
Населення — 982 особи (2014).

## Демографія
Населення за роками:

Станом на 1 січня 2023 року в муніципалітеті офіційно проживало 19 іноземців з 3 країн, серед них 11 громадян країн Євросоюзу.

## Сусідні муніципалітети
- Боннанаро
- Бонорва
- Борутта
- Керемуле
- Джаве
- Морес